# Spåmossa
Spåmossa (Funaria hygrometrica) är en mossa som är vanlig på mark som härjats av brand. Den är en bladmossa som har ganska stora, breda och kupiga blad och sporhus som sitter på långa skaft. Dessa skaft vrider sig vid torka och vrider sig tillbaka igen när det åter blir mer fuktiga förhållanden, ett exempel på så kallade hygroskopiska rörelser. Förr trodde man därför att denna mossa kunde spå väder, därav dess namn. Mossan är till färgen något gulgrönaktig, vilket syns särskilt väl om den växer över större ytor. Äldre, torra sporkapslar och skaft kan vara orangebrunaktiga.